# جي بي واست-فرنسا 2014
جي بي واست-فرنسا (بالإنجليزية: 2014 GP Ouest-France)‏ هو سباق دراجات هوائية أقيم بتاريخ 31 أغسطس 2014، تكون السباق من 1 مراحل وامتدّ لمسافة 229.1 كم، استغرق السباق 5 ساعة 38 دقيقة 26 ثانية. فاز به الفرنسي سيلفان تشافانيل.

## الترتيب
| م                     | الدرّاج          | البلد | الزمن                    |
| --------------------- | --------------- | ----- | ------------------------ |
| الفائز بالترتيب العام | سيلفان تشافانيل | فرنسا | 5 ساعة 38 دقيقة 26 ثانية |